# 4. oklepna divizija (ZDA)
4. oklepna divizija (izvirno angleško 4th Armored Division) je bila oklepna divizija Kopenske vojske ZDA.